# Haldensleben
Haldensleben is een stad in de Duitse deelstaat Saksen-Anhalt, gelegen in de Landkreis Börde waar het ook het bestuurscentrum van is. De stad telt 19.133 inwoners.

## Geografie
De stad Haldensleben ligt tussen de Magdeburger Börde en de Colbitz-Letzlinger Heide op circa 22 kilometer afstand ten noordwesten van Maagdenburg. Door de stad stroomt de Ohre. Daarnaast ligt Haldensleben aan het Mittellandkanaal. Buurgemeenten zijn Calvörde, Westheide, Burgstall, Colbitz, Niedere Börde, Hohe Börde en Bülstringen.

### Stadsindeling
De stad is opgedeeld in drie stadsdelen:
- Haldensleben I (vroeger Neuhaldensleben)
- Haldensleben II of ook Althaldensleben (in de volksmond „Olln“ genoemd)
- Haldensleben III

Daarnaast bestaat de stad uit de volgende Ortsteile:
- Hundisburg
- Satuelle
- Süplingen
- Uthmöden
- Wedringen

## Bezienswaardigheden
Een belangrijke bezienswaardigheid is Kasteel Hundisburg.

## Geboren
- Erich Deppner (1910-2005), Duitse oorlogsmisdadiger